# Uovo di Alessandro III a cavallo
L'Uovo di Alessandro III a cavallo, o uovo del monumento equestre ad Alessandro III è una delle uova imperiali Fabergé, un uovo di Pasqua gioiello che l'ultimo Zar di Russia, Nicola II donò a sua madre, l'Imperatrice vedova Marija. Altre tre delle uova fatte per Marija Fëdorovna ricordavano il suo defunto marito: l'uovo con ritratti di Alessandro III del 1896, l'uovo di nefrite del 1902 e l'uovo in memoria di Alessandro III del 1909, tutte e tre andate perdute.
Fu fabbricato a San Pietroburgo nel 1910 per conto del gioielliere russo Peter Carl Fabergé, della Fabergè. Fu pagato 14.700 rubli dell'epoca.
L'uovo è privo di punzoni ufficiali, all'epoca in Russia non previsti per il platino, che era tenuto in minor considerazione rispetto all'oro.
L'uovo sin dal 1927 si trova presso l'Armeria del Cremlino a Mosca.

## Descrizione
L'uovo, considerato una delle più belle uova Fabergé, è in stile rinascimentale con il guscio ricavato da cristallo di rocca trasparente.
La parte superiore è ammantata con un ricamo a rete in platino, cosparso di diamanti taglio rosetta, che termina con una frangia di nappe.
L'uovo è sormontato da un grande diamante, inciso con l'anno "1910" e incorniciato da una fila di piccoli diamanti taglio rosetta e da foglie d'acanto in platino.
Ai lati, due aquile bicipiti in platino con corone di diamanti taglio rosetta. 
Le superfici dell'uovo tra le aquile sono incise, sui bordi con o un motivo di rami d'alloro uniti alla base ed ai lati con un disegno geometrico.
L'uovo è sostenuto da quattro cherubini fusi in platino, fissati con una voluta alla base di cristallo quadrilobata.

### Sorpresa
L'uovo contiene una miniatura in oro verde di un monumento allo zar Alessandro III, posta su una base rettangolare di lapislazzuli bordata da due file di diamanti taglio-rosetta, visibile attraverso il guscio trasparente di cristallo di rocca.
L'enorme monumento equestre di Alessandro III riprodotto nell'uovo, inaugurato il 23 maggio 1909, fu realizzato per volontà dell'imperatrice vedova Maria Fëdorovna che approvò i disegni del Principe Paolo Trubetskoi (1866-1938).